# Before First Light
Before First Light – płyta koncertowa wideo Marillion. Dzięki niej zespół Marillion został wpisany do Księgi rekordów Guinnessa. Płyta została nagrana 14 marca 2003 na imprezie Marillion Weekend i była w sprzedaży już w niedzielę 17 marca 2003. Płyta zawiera koncertowe wydanie całej płyty Afraid of Sunlight z 1995 roku oraz piosenki Easter i Faith (który później znalazł się na płycie Somewhere Else. Wszyscy uczestnicy koncertu zostali wymienieni w napisach końcowych DVD. Oficjalny wpis w księdze Guinnessa:
Najszybszy czas sfilmowania i wydania koncertu na DVD to 63 godziny i 29 minut. Został on nagrany przez zespół Marillion na Marillion Convention w Butlins, Minehead, Somerset Wielka Brytania 14 marca 2003 i dostępny w sprzedaży 17 marca 2003.

## Lista utworów
1. Gazpacho
2. Cannibal Surf Babe
3. Beautiful
4. Afraid of Sunrise
5. Out of This World
6. Afraid of Sunlight
7. Beyond You
8. King
9. Faith
10. Easter